# Ophélie David
Ophélie David z d. Rácz (ur. 6 lipca 1976 w Cucq) – francuska narciarka alpejska i dowolna, reprezentująca początkowo Węgry, pięciokrotna medalistka mistrzostw świata i trzykrotna zdobywczyni Pucharu Świata.

## Kariera
Karierę sportową rozpoczęła od narciarstwa alpejskiego, w barwach Węgier. Po raz pierwszy na arenie międzynarodowej pojawiła się w 1992 roku, startując na mistrzostwach świata juniorów w Mariborze. W swoim jedynym starcie zajęła 58. miejsce w gigancie. Podczas rozgrywanych rok później mistrzostw świata juniorów w Montecampione zajęła 41. miejsce w slalomie i 50. miejsce w gigancie. Brała też udział w mistrzostwach świata juniorów w  Voss w 1995 roku, gdzie jej najlepszym wynikiem było 28. miejsce w zjeździe. W zawodach Pucharu Świata w narciarstwie alpejskim zadebiutowała 26 stycznia 1996 roku w Sestriere, gdzie nie ukończyła pierwszego przejazdu w slalomie. Nigdy nie zdobyła pucharowych punktów. W 1994 roku wystartowała w slalomie i kombinacji alpejskiej na igrzyskach olimpijskich w Lillehammer, ale nie ukończyła obu konkurencji. Brała także udział w mistrzostwach świata w Sierra Nevada w 1996 roku, zajmując między innymi szesnaste miejsce w kombinacji.
Od 2002 roku uprawia narciarstwo dowolne, specjalizując się w skicrossie. W Pucharze Świata zadebiutowała 30 listopada 2002 roku w Tignes, zajmując czwartą pozycję. Tym samym już w swoim debiucie wywalczyła pierwsze pucharowe punkty. Na podium zawodów tego cyklu po raz pierwszy znalazła się 7 stycznia 2004 roku w Contamines, zajmując pierwsze miejsce. Wyprzedziła tam Franziskę Steffen ze Szwajcarii i Francuzkę Valentine Scuotto. Najlepsze wyniki w Pucharze Świata osiągnęła w sezonach 2005/2006, 2007/2008 i 2008/2009, kiedy to triumfowała w klasyfikacji generalnej oraz w klasyfikacji skicrossu. W sezonach 2004/2005 i 2009/2010 była druga w klasyfikacji generalnej i pierwsza w klasyfikacji skicrossu. Ponadto w sezonach 2003/2004 oraz 2006/2007 również triumfowała w klasyfikacji skicrossu.
W 2005 roku wystąpiła na mistrzostwach świata w Ruka, zdobywając brązowy medal. W zawodach tych wyprzedziły ją Austriaczka Karin Huttary i Magdalena Iljans ze Szwecji. Na rozgrywanych dwa lata później mistrzostwach świata w Madonna di Campiglio wywalczyła złoty medal, wyprzedzając kolejną Francuzkę – Méryll Boulangeat i Niemkę Alexandrę Grauvogl. Kolejny medal zdobyła podczas mistrzostw świata w Voss w 2013 roku, gdzie zajęła trzecie miejsce, plasując się za Szwajcarką Fanny Smith i Marielle Thompson z Kanady. Następnie była druga na mistrzostwach świata w Kreischbergu w 2015 roku, ulegając tylko Andrei Limbacher z Austrii. Ponadto wywalczyła kolejny brązowy medal podczas mistrzostw świata w Sierra Nevada w 2017 roku. Tym razem przed nią znalazły się Szwedka Sandra Näslund i Fanny Smith. W 2010 roku wystąpiła na igrzyskach olimpijskich w Vancouver, kończąc rywalizację na dziewiątej pozycji. Zajęła także czwarte miejsce na igrzyskach w Soczi w 2014 roku.

## Osiągnięcia w narciarstwie dowolnym

### Igrzyska olimpijskie
| Miejsce | Dzień     | Rok  | Miejscowość | Konkurencja | Zwyciężczyni      |
| ------- | --------- | ---- | ----------- | ----------- | ----------------- |
| 9.      | 23 lutego | 2010 | Vancouver   | Skicross    | Ashleigh McIvor   |
| 4.      | 21 lutego | 2014 | Soczi       | Skicross    | Marielle Thompson |

### Mistrzostwa świata
| Miejsce | Dzień       | Rok  | Miejscowość          | Konkurencja | Zwyciężczyni     |
| ------- | ----------- | ---- | -------------------- | ----------- | ---------------- |
| 3.      | 18 marca    | 2005 | Ruka                 | Skicross    | Karin Huttary    |
| 1.      | 6 marca     | 2007 | Madonna di Campiglio | Skicross    | -                |
| 7.      | 2 marca     | 2009 | Inawashiro           | Skicross    | Ashleigh McIvor  |
| 11.     | 4 lutego    | 2011 | Deer Valley          | Skicross    | Kelsey Serwa     |
| 3.      | 10 marca    | 2013 | Voss                 | Skicross    | Fanny Smith      |
| 2.      | 25 stycznia | 2015 | Kreischberg          | Skicross    | Andrea Limbacher |
| 3.      | 18 marca    | 2017 | Sierra Nevada        | Skicross    | Sandra Näslund   |

### Puchar Świata

#### Miejsca w klasyfikacji generalnej
- sezon 2002/2003: 29.
- sezon 2003/2004: 6.
- sezon 2004/2005: 2.
- sezon 2005/2006: 1.
- sezon 2006/2007: 5.
- sezon 2007/2008: 1.
- sezon 2008/2009: 1.
- sezon 2009/2010: 2.
- sezon 2010/2011: 10.
- sezon 2011/2012: 5.
- sezon 2012/2013: 9.
- sezon 2013/2014: 9.
- sezon 2014/2015: 10.
- sezon 2015/2016: 72.
- sezon 2016/2017: 23.

#### Zwycięstwa w zawodach
1. Les Contamines – 7 stycznia 2004 (skicross)
2. Špindlerův Mlýn – 31 stycznia 2004 (skicross)
3. Sauze d’Oulx – 12 marca 2004 (skicross)
4. Saas-Fee – 25 października 2004 (skicross)
5. Les Contamines – 7 stycznia 2005 (skicross)
6. Pec pod Sněžkou – 3 lutego 2006 (skicross)
7. Sierra Nevada – 11 marca 2006 (skicross)
8. Inawashiro – 16 lutego 2007 (skicross)
9. Les Contamines – 12 stycznia 2008 (skicross)
10. Kirchberg – 20 stycznia 2008 (skicross)
11. Deer Valley – 2 lutego 2008 (skicross)
12. Sierra Nevada – 22 lutego 2008 (skicross)
13. Hasliberg – 9 marca 2008 (skicross)
14. Valmalenco – 16 marca 2008 (skicross)
15. Flaine – 14 stycznia 2009 (skicross)
16. Lake Placid – 19 stycznia 2009 (skicross)
17. Voss – 19 lutego 2009 (skicross)
18. Branäs – 24 lutego 2009 (skicross)
19. Grindelwald – 12 marca 2009 (skicross)
20. La Plagne – 20 marca 2009 (skicross)
21. St. Johann in Tirol – 5 stycznia 2010 (skicross)
22. Branäs – 6 marca 2010 (skicross)
23. Les Contamines – 16 stycznia 2011 (skicross)
24. St. Johann in Tirol – 7 stycznia 2012 (skicross)
25. Grasgehren – 3 lutego 2013 (skicross)
26. Kreischberg – 25 stycznia 2014 (skicross)

#### Pozostałe miejsca na podium w zawodach
1. Pozza di Fassa – 11 stycznia 2004 (skicross) – 3. miejsce
2. Pozza di Fassa – 10 stycznia 2004 (skicross) – 3. miejsce
3. Pozza di Fassa – 15 stycznia 2005 (skicross) – 2. miejsce
4. Naeba – 10 lutego 2005 (skicross) – 3. miejsce
5. Les Contamines – 14 stycznia 2006 (skicross) – 2. miejsce
6. Kirchberg – 20 stycznia 2006 (skicross) – 2. miejsce
7. Sierra Nevada – 12 marca 2006 (skicross) – 3. miejsce
8. Flaine – 10 stycznia 2007 (skicross) – 2. miejsce
9. Les Contamines – 2 lutego 2007 (skicross) – 2. miejsce
10. Les Contamines – 10 stycznia 2009 (skicross) – 2. miejsce
11. Hasliberg – 14 marca 2009 (skicross) – 2. miejsce
12. San Candido – 21 grudnia 2009 (skicross) – 3. miejsce
13. San Candido – 22 grudnia 2009 (skicross) – 2. miejsce
14. L’Alpe d’Huez – 13 stycznia 2010 (skicross) – 2. miejsce
15. Lake Placid – 24 stycznia 2010 (skicross) – 3. miejsce
16. Hasliberg – 14 marca 2010 (skicross) – 2. miejsce
17. Sierra Nevada – 20 marca 2010 (skicross) – 2. miejsce
18. Grindelwald – 3 marca 2011 (skicross) – 2. miejsce
19. Hasliberg – 6 marca 2011 (skicross) – 3. miejsce
20. Les Contamines – 15 stycznia 2012 (skicross) – 3. miejsce
21. Bischofswiesen – 25 lutego 2012 (skicross) – 2. miejsce
22. Bischofswiesen – 26 lutego 2012 (skicross) – 2. miejsce
23. Branäs – 3 marca 2012 (skicross) – 3. miejsce
24. Nakiska – 8 grudnia 2012 (skicross) – 2. miejsce
25. Telluride – 13 grudnia 2012 (skicross) – 2. miejsce
26. Megève – 16 stycznia 2013 (skicross) – 3. miejsce
27. Nakiska – 7 grudnia 2013 (skicross) – 3. miejsce
28. Val Thorens – 15 grudnia 2013 (skicross) – 3. miejsce
29. Val Thorens – 17 stycznia 2014 (skicross) – 3. miejsce
30. Arosa – 7 marca 2014 (skicross) – 3. miejsce
31. Åre – 16 marca 2014 (skicross) – 2. miejsce
32. Val Thorens – 10 stycznia 2015 (skicross) – 3. miejsce
33. Arosa – 6 lutego 2015 (skicross) – 3. miejsce
34. Tegernsee – 22 lutego 2015 (skicross) – 3. miejsce
35. Megève – 14 marca 2015 (skicross) 3. miejsce
36. Val Thorens – 11 grudnia 2015 (skicross) – 3. miejsce
37. Arosa – 13 grudnia 2016 (skicross) – 3. miejsce
38. Sołniecznaja dolina – 25 lutego 2017 (skicross) – 3. miejsce

- W sumie (26 zwycięstw, 17 drugich i 21 trzecich miejsc).

## Osiągnięcia w narciarstwie alpejskim

### Igrzyska olimpijskie
| Miejsce | Dzień     | Rok  | Miejscowość | Konkurencja | Czas biegu | Strata | Zwyciężczyni    |
| ------- | --------- | ---- | ----------- | ----------- | ---------- | ------ | --------------- |
| DNF2    | 21 lutego | 1994 | Lillehammer | Kombinacja  | 3:05,16    | –      | Pernilla Wiberg |
| DNF1    | 26 lutego | 1994 | Lillehammer | Slalom      | 1:56,01    | –      | Vreni Schneider |

### Mistrzostwa świata
| Miejsce | Dzień     | Rok  | Miejscowość   | Konkurencja | Czas biegu | Strata | Zwyciężczyni    |
| ------- | --------- | ---- | ------------- | ----------- | ---------- | ------ | --------------- |
| 36.     | 18 lutego | 1996 | Sierra Nevada | Zjazd       | 1:54,06    | +10,06 | Picabo Street   |
| 16.     | 19 lutego | 1996 | Sierra Nevada | Kombinacja  | 3:19,68    | +18,05 | Pernilla Wiberg |

### Mistrzostwa świata juniorów
| Miejsce | Dzień     | Rok  | Miejscowość   | Konkurencja | Czas biegu | Strata | Zwyciężczyni     |
| ------- | --------- | ---- | ------------- | ----------- | ---------- | ------ | ---------------- |
| 58.     | 27 lutego | 1992 | Maribor       | Gigant      | 1:56,37    | +15,69 | Regina Häusl     |
| 41.     | 4 marca   | 1993 | Montecampione | Slalom      | 1:16,22    | +9,84  | Morena Gallizio  |
| 50.     | 7 marca   | 1993 | Montecampione | Gigant      | 2:06,03    | +16,07 | Karin Roten      |
| 28.     | 16 marca  | 1995 | Voss          | Zjazd       | 1:26,23    | +2,76  | Sylviane Berthod |
| DNF2.   | 18 marca  | 1995 | Voss          | Slalom      | 1:22,12    | –      | Marlies Oester   |
| 35.     | 20 marca  | 1995 | Voss          | Gigant      | 2:02,46    | +10,88 | Karin Roten      |

### Puchar Świata
- sezon 1995/1996: –